# Rebelión de Siberia Occidental
La rebelión de Siberia Occidental fue la mayor insurrección del campesinado ruso contra el naciente Estado bolchevique. Comenzada a principios de 1921, tuvo una envergadura no igualada por otros levantamientos (como Tambov o Majnovia). Su derrota a finales de 1922 se debió a la brutal represión del militarmente superior Ejército Rojo, y la hambruna que padeció la región.

## Antecedentes
A inicios del siglo XX, el campesinado ruso vivió dos guerras contra el Estado ruso, fuera zarista o bolchevique, ambas producto de revoluciones y ambas acabaron con la imposición del poder estatal: 1905-1907 y 1917-1922.

### Rebeliones en Siberia Central y Oriental contra los blancos
Los campesinos rebeldes o verdes siempre fueron enemigos de los blancos. Estos últimos se negaban a aceptar la reforma a la posesión de la tierra y deseaban vengarse de los aldeanos por quitárselas en 1917. El almirante Aleksandr Kolchak cometió el error fatal de ganarse la animadversión de los campesinos, deseosos de una reforma agrícola, restableciendo los derechos de los terratenientes. Los aldeanos siberianos eran descendientes de inmigrantes rusos y ucranianos que huyeron de la servidumbre y tenían un fuerte amor por su libertad.
Las guerrillas comenzaron poco después de la formación de su gobierno, el 31 de agosto de 1918, en las comarcas rurales cercanas a Slávgorod, provincia de Altái. Pero el problema empeoró a principios de 1919. El Ejército Blanco empezó a realizar requisas de granos y levas de varones, la mayoría de los reclutas desertaron (algunos se pasaron con sus equipos a los rojos) y estallaron numerosas revueltas en retaguardia (alentados por activistas bolcheviques, anarquistas y eseristas de izquierda). Las guerrillas de la taiga solían ser dirigidas por desertores y, a veces, se unían a soldados rojos dispersados cuando los blancos conquistaron la región en 1918, dedicándose a emboscar a unidades y cortar las líneas de suministros. Kolchak recurrió al terror para aplacarles.

Últimos meses del régimen de Kolchak, con la retirada de sus unidades, las revueltas en su contra y el avance soviético.

Con su retaguardia debilitada por el desgaste de las guerrillas y viéndose obligado a distraer a sus destacamentos en defenderse del campesinado, el régimen blanco no pudo detener el avance de 200.000 bolcheviques, que por otra parte, supo sumar a sus fuerzas a los partisanos locales por donde avanzaba. A finales de 1919, cuando el régimen siberiano estaba totalmente vencido y desintegrado, las bandas autónomas desde Siberia Central hasta la región de Amur sumaban más de 100.000 combatientes.

### Caída de Kolchak y avance bolchevique
Cuando sus fuerzas se retiraron en 1920, Kolchak debió enfrentar numerosos motines que se sumaron a las guerrillas, quedando sus pocos leales completamente solos y condenados. La retirada de los japoneses de Chitá, el 21 de octubre de 1920, y la consolidación de República del Lejano Oriente hicieron desaparecer las guerrillas de la región.
Entre finales de 1920 e inicios de 1921, con la previsible derrota del Movimiento Blanco, el Ejército Rojo se encargó de someter al levantisco mundo rural. Este último estaba desunido en varios movimientos liderados por sus propios caudillos.

## Rebelión
El 31 de enero de 1921 comenzó en la aldea de Chelnokovskom, en la provincia de Ishim, una pequeña revuelta que pronto se extendió a las vecinas comarcas de Tiumén, Akmola, Omsk, Cheliábinsk, Tobolsk, Tomsk y Ekaterimburgo, haciendo perder a los bolcheviques el control de la Siberia Occidental, desde Kurgán a Irkutsk. Fue la mayor sublevación verde, y tal vez la menos estudiada, tanto por el número de rebeldes como por su extensión geográfica. Dominaban una población de tres millones cuatrocientas mil personas. Sus causas fueron las agresivas requisas realizadas por los 35.000 soldados de las prodotriady instalados en Siberia tras la derrota de Kolchak y la violación de la democracia campesina, ya que los bolcheviques falsearon las elecciones en los vólost regionales. Los principales cabecillas de estas grandes partidas fueron Semión Mijáilovich Serkov (1882-1922), Václav Leopóldovich Puzhevsky (1898-1921), Vasiliy Maksimović Zheltovsky (1895-1921), Yevgraf Ivánovich Nazarov (m. 1921), Timoféi Nikanorovich Sitnikov (m. 1921), Stepan Ilich Danilov, Vladímir Alekséyevich Rodin, Piotr Lavréntevich Dolin, Grégory Kuchma Atamanov, Afanasi Gerásimovich Afanásiev y Petr Semiónovich Shevchenko. A cargo del consejo militar revolucionario de la región estaba Iván Smirnov, Vasili Shorin, Iván Pavlunovskiy y Makar Vasíliev.
Aunque las fuentes varían el total de campesinos en armas en 30.000 a 150.000. El historiador Vladímir Shulpyakov da la cifra de 70.000 o 100.000 hombres, pero la más probable es de 55.000 a 60.000 rebeldes. Se sumaron muchos cosacos de la región. Controlaron un total de doce distritos y ocuparon las ciudades de Ishim, Beriózovo, Obdorsk, Barabinsk, Kainsk, Tobolsk y Petropávlovsk, se apoderaron del transiberiano (o destruyeron extensas partes de las vías férreas para impedir la llegada de refuerzos rojos) entre febrero y marzo de 1921.
El valor desesperado de estos rebeldes llevaría a una terrible campaña de represión por parte de la Cheka. El presidente del Partido en Siberia, Iván Smirnov (1881-1936), estimaba que hasta el 12 de marzo de 1921 se asesinaron solo en la comarca de Petropavl 7.000 campesinos y en la de Ishim otros 15.000. Destaca la toma del pueblo de Aromashevo, entre el 28 de abril y el 1 de mayo, las tropas rojas enfrentan a 10.000 campesinos; mueren en combate, se ahogan en los ríos por donde huyen o son heridos 700 verdes y 5.700 son capturados con muchas armas y botín. Durante otros dos días los verdes son perseguidos sin cesar. La victoria permite recuperar el control del norte de Ishim. Efectivamente, con esas acciones, unidas al establecimiento de guarniciones permanentes, comités revolucionarios y una red de espionaje, la captura de varios cabecillas, concesión amnistías a cambio de entregar a antiguos compañeros, ejecuciones masivas, tomar de rehenes a familiares de jefes y bombardeos de artillería sobre villas completas, las grandes operaciones acabaron y los rebeldes se dedicaron a las guerrillas. En diciembre los informes declaraban que el «bandolerismo» había prácticamente desaparecido.

## Final
El abandono de la Prodrazvyorstka y la adopción de la Nueva Política Económica serían claves en su sometimiento. Los últimos focos insurrectos fueron aplastados a finales de 1922 en Ishim, tras una feroz represión y una devastadora hambruna que aniquiló a los campesinos. Nuevas guerrillas anticomunistas solo surgirían con la invasión de la Alemania Nazi.